# مايك يونغ
مايكل يونغ (بالإنجليزية: Michael Young)‏ (المعروف باسم مايك يونغ) هو مغني أمريكي من مدينة نيويورك. يعرف بمشاركته في مسابقة أميريكان غوت تالينت الأمريكية في موسمها 12 حيث وصل إلى الدور ما قبل النهائي. حاليًا يستعد لإصدار ألبومه الأول I Never Never Up في عام 2019.